# Palau d'Espanya a Roma
El Palau d'Espanya a Roma o Palau Monaldeschi és un palau barroc on, des de 1647 té la seu l'Ambaixada d'Espanya davant la Santa Seu, i l'Orde de Malta. També és la residència oficial de l'Ambaixador.
L'Ambaixada d'Espanya davant la Santa Seu és la missió diplomàtica permanent més antiga del món. Creada el 1480 pel rei Ferran el Catòlic, el primer Ambaixador va ésser Gonzalo de Beteta, cavaller de l'Ordre de Santiago.
Situat a la Plaça d'Espanya, en ple centre històric de Roma, la plaça rep de fet el nom del palau. La superfície de terreny que ocupa és de 3.589 metres quadrats Amb 11.000 metres quadrats de construcció entre plantes i terrasses.
Borromini va dissenyar l'ampliació del Palau i l'escala principal del vestíbul de l'Ambaixada. Als salons de l'Ambaixada s'hi troben quadres del Museu del Prado d'autors il·lustres com Federico Madrazo, Vicente López, Nattier, Mengs, i Mario di Fiori. Entre les escultures destaquen dos bustos de Gian Lorenzo Bernini de 1619, "L'ànima beata" i "L'ànima condemnada".